# Pusula elsiae
Pusula elsiae is een slakkensoort uit de familie van de Triviidae. De wetenschappelijke naam van de soort is voor het eerst geldig gepubliceerd in 1960 door Howard & Sphon.